# フルオロアセチルCoA チオエステラーゼ
フルオロアセチルCoA チオエステラーゼ(Fluoroacetyl-CoA thioesterase、EC 3.1.2.29)は、以下の化学反応を触媒する酵素である。
フルオロアセチルCoA + 水{\displaystyle \rightleftharpoons }モノフルオロ酢酸 + 補酵素A
従って、基質はフルオロアセチルCoAと水の2つ、生成物はモノフルオロ酢酸と補酵素Aの2つである。モノフルオロ酢酸は非常に毒性が高い。
系統名は、フルオロアセチルCoAヒドロラーゼ(fluoroacetyl-CoA hydrolase)である。